# Helmslakken
Helmslakken (Cassidae) vormen een familie van weekdieren die behoort tot de klasse der Gastropoda (buikpotigen of slakken). De familie omvat ongeveer 60 soorten grote tot middelgrote zeeslakken. De familie behoort tot de superfamilie Tonnoidea.

## Beschrijving
Ze hebben een prachtig gekleurd huisje, dat wel 30 cm hoog kan worden. Het vertoont veel overeenkomsten met een gladiatorenhelm uit het oude Rome. Ze komen voor in tropische zeeën met een zandige bodem, waar ze zich tegoed doen aan andere weekdieren en zee-egels. De huisjes worden vaak verkocht als sieraad en souvenir, maar ook om te bewerken zijn ze zeer geschikt.

## Geslachten
- Casmaria H. Adams and A. Adams, 1853
- Cassis Scopoli, 1777
- Cypraecassis Stutchbury, 1837
- Dalium  Dall, 1889
- Echinophoria Sacco, 1890
- Eucorys Beu, 2008
- Galeodea Link, 1807
- Microsconsia Beu, 2008
- Oocorys P. Fischer, 1883
- Phalium Link, 1807
- Sconsia Gray, 1847
- Semicassis Mörch, 1852

Synoniemen
- Bathygalea Woodring & Olsson, 1957 : synoniem van Echinophoria Sacco, 1890
- Benthodolium Verrill & Smith [in Verrill], 1884 : synoniem van Oocorys P. Fischer, 1884
- Cassidaria Lamarck, 1816 : synoniem van Galeodea Link, 1807
- Echinora Schumacher, 1817 : synoniem van Galeodea Link, 1807
- Galeoocorys Kuroda & Habe, 1957 : synoniem van Galeodea Link, 1807
- Hadroocorys Quinn, 1980 : synoniem van Oocorys P. Fischer, 1884
- Morio Montfort, 1810 : synoniem van Galeodea Link, 1807
- Trachydolium Howe, 1926 † : synoniem van Echinophoria Sacco, 1890